# El Cerro, San Luis Potosí
El Cerro är en ort i Mexiko.   Den ligger i kommunen Axtla de Terrazas och delstaten San Luis Potosí, i den sydöstra delen av landet, 220 km norr om huvudstaden Mexico City. El Cerro ligger 91 meter över havet och antalet invånare är 152.
Terrängen runt El Cerro är platt österut, men västerut är den kuperad. Runt El Cerro är det ganska tätbefolkat, med 179 invånare per kvadratkilometer. Närmaste större samhälle är Tampacan, 11,9 km öster om El Cerro. Omgivningarna runt El Cerro är en mosaik av jordbruksmark och naturlig växtlighet.